# Ibn al-Farid
Ibn al-Farid o Ibn Farid (en árabe: عمر بن علي بن الفارض; `Umar ibn `Alī ibn al-Fārid) (1181 - 1235) fue un poeta árabe del siglo XIII. Su nombre significa literalmente «hijo del abogado legal para las mujeres» y su padre fue, de hecho, muy considerado por su trabajo en el ámbito jurídico. Ibn al-Farid nació en El Cairo y vivió algún tiempo en La Meca, antes de retornar a El Cairo, donde falleció.

## Biografía
El padre de Ibn al-Farid era juez y una personalidad importante del gobierno. Siendo joven, Ibn al-Farid realizó retiros en oasis próximos a la ciudad. Asistió a una escuela de derecho islámico. Vivió algún tiempo en La Meca, donde se convirtió en maestro de hadiz y de poesía; sin embargo, rechazó propuestas para escribir cantos de propaganda política.

## Poesía
Su poesía es enteramente de inspiración sufí y fue estimado como el más importante poeta místico de los árabes. Se estima que varios de sus poemas fueron escritos en estado de éxtasis espiritual y son considerados el pináculo de la poesía árabe.
Las dos obras maestras de Ibn al-Farid son la Oda al vino, una meditación sobre el vino de la bienaventuranza divina, y el Poema del camino sufí, una exploración profunda de la experiencia espiritual a lo largo del camino sufí y quizás el poema místico más largo compuesto en árabe. Ambos poemas han inspirado comentarios a lo largo de los siglos y todavía son reverentemente memorizados por los sufíes y otros musulmanes devotos en la actualidad.